# Aprostocetus kansasia
Aprostocetus kansasia är en stekelart som beskrevs av Girault 1917. Aprostocetus kansasia ingår i släktet Aprostocetus och familjen finglanssteklar. Inga underarter finns listade i Catalogue of Life.